# Makó Zoltán
Makó Zoltán (Sepsiszentgyörgy, 1968. június 20. –) erdélyi magyar matematikus, egyetemi tanár, Salamon Júlia férje.

## Élete
Elemi tanulmányait a felsőháromszéki Csernáton községben, a középiskolát a sepsiszentgyörgyi Székely Mikó Kollégiumban végezte, majd a kolozsvári Babeș–Bolyai Tudományegyetem matematika szakát végezte 1992-ben.  Ugyanitt  doktorált  2002-ben Optimalizálás homályos (fuzzy) környezetben című dolgozatával. 1992–1997 között középiskolai tanár Kézdivásárhelyen. Egyetemi oktatási tevékenységét a Babeş-Bolyai Tudományegyetem mechanika és csillagászati tanszékén kezdte, ahol 1997–2006 között dolgozott, majd a  Sapientia Erdélyi Magyar Tudományegyetem csíkszeredai helyszínén,  a matematika-informatika tanszék (ma szakcsoport) tagjaként folytatta. 2006-tól egyetemi docens, 2016-tól egyetemi tanár.
2004–2008 között kari tudományos titkár a csíkszeredai gazdaság- és humántudományok karon, 
2007–2009 között tanszékvezető a matematika és informatika tanszéken. 2008. február 1-jétől a Sapientia Erdélyi Magyar Tudományegyetem gazdaság- és humántudományok karának dékánja 2016-ig. 2021-től az egyetem szenátusának alelnöke. Az Acta Universitatis Sapientiae folyóirat  Mathematica sorozatának szerkesztőbizottsági tagja.

## Munkássága
Kutatási területei a matematika interdiszciplináris alkalmazásaival kapcsolatosak. Legfontosabb eredménye a gravitációs befogási jelenséghez kapcsolódnak. Kimutatta, hogy a térbeli elliptikus korlátozott háromtest probléma modelljében a zéró-sebességű felületek pulzáló mozgást végeznek, majd ezek segítségével levezette a gravitációs befogás néhány szükséges feltételét. Meghatározta a Merkúr bolygó körüli gyenge befogási tartományt, és megadta néhány statisztikai jellemzőjét. Megszerkesztette a homályos (fuzzy) együtthatós lineáris programozási feladat direkt megoldási algoritmusát.

## Könyvei
- Makó Zoltán, Salamon Júlia: Operációkutatási példatár közgazdászoknak, Scientia Kiadó, Kolozsvár, 2011. (222 oldal, ISBN 978-973-1970-45-5)
- Makó Zoltán, Lázár Ede, Máté Szilárd: Előrejelző módszerek gazdasági és műszaki alkalmazásai, Scientia Kiadó, Kolozsvár, 2009. (138 oldal, ISBN 978-973-1970-10-3)
- Szenkovits Ferenc, Makó Zoltán: Elméleti mechanika feladatok, Kolozsvári Egyetemi Kiadó, 2007. (362 oldal, ISBN 978-973-610-600-2)
- Makó Zoltán: Quasi-triangular fuzzy numbers. Theory and applications, Scientia Kiadó, Kolozsvár, 2006. (156 oldal, ISBN 973-7953-60-6 )
- Szenkovits Ferenc, Makó Zoltán, Csillik Iharka, Bálint Attila: Mechanikai rendszerek számítógépes modellezése, Scientia Kiadó, Kolozsvár, 2002. (213 oldal, ISBN 973-85422-6-X)

### Szakcikkei (válogatás)
- Makó Zoltán, Szenkovits Ferenc, Salamon Júlia, Oláh-Gál Róbert: Stable and Unstable Orbits around Mercury, Celestial Mechanics and Dynamical Astronomy, 108, 2010, pp. 357–370.
- Makó Zoltán: Chaotic Variation of the Capture Effect around the Weak Stability Boundary, Exploring the Solar system and the Universe, American Institute of Physics (AIP) Conference Proceedings, 1043 (2008), 208–210.
- Szenkovits Ferenc, Makó Zoltán: About the Hill stability of the extrasolar planets in stellar binary systems, Celestial mechanics and Dynamical Astronomy, 101, 273–287, 2008.
- Makó Zoltán: Linear programming with quasi-triangular fuzzy-numbers in the objective function, Publ. Math. Debrecen, Volume 69, 2006, 19–32.
- Makó Zoltán, Szenkovits Ferenc: Capture in the circular and elliptic restricted three-body problem, Celestial Mechanics and Dynamical Astronomy, Volume 90, 2004, 51–58.
- Makó Zoltán, Information matrix technique with LR-fuzzy numbers, Automation, Computers, Applied Mathematics, 19 (2010), 129–137.
- Makó Zoltán: Real vector space with scalar product of quasi-triangular fuzzy numbers, Acta Universitatis Sapientiae, Mathematica, 1, 1 (2009), 51–71.
- Pál László, Oláh-Gál Róbert, Makó Zoltán, Shepard interpolation with stationary points, Acta Universitatis Sapientiae, Informatica, 1, 1 (2009), 5–13.
- Makó Zoltán: Extracting fuzzy if-then rules by using the information matrix technique with quasi-triangular fuzzy numbers, Studia Univ. Babeş–Bolyai, Mathematica, Volume 54, Number 3, 2009, 85–98.
- Makó Zoltán: Connections between weak stability boundary and the capture effect in the elliptic restricted three body problem, Automation Computers Applied Mathematics (ACAM) 17 (2008),  255–258.